# Haageocereus pacalaensis
Haageocereus pacalaensis är en kaktusväxtart som beskrevs av Curt Backeberg. Haageocereus pacalaensis ingår i släktet Haageocereus och familjen kaktusväxter. Inga underarter finns listade i Catalogue of Life.